# Печою
Печою (рум. Păcioiu) — село у повіті Арджеш в Румунії. Входить до складу комуни Кошешть.
Село розташоване на відстані 120 км на північний захід від Бухареста, 24 км на північ від Пітешть, 118 км на північний схід від Крайови, 86 км на південний захід від Брашова.

## Населення
За даними перепису населення 2002 року у селі проживали 753 особи, усі — румуни. Усі жителі села рідною мовою назвали румунську.